# Ульссон, Ханс (гребец)
Ханс Пе́ттер У́льссон (швед. Hans Petter Olsson; 18 декабря 1964, Гётеборг) — шведский гребец-байдарочник, выступал за сборную Швеции в конце 1980-х — начале 1990-х годов. Участник двух летних Олимпийских игр, дважды бронзовый призёр чемпионатов мира, победитель многих регат национального и международного значения.

## Биография
Ханс Ульссон родился 18 декабря 1964 года в Гётеборге. Активно заниматься греблей начал с раннего детства, проходил подготовку в местном каноэ-клубе под названием «Несетс».
Первого серьёзного успеха на взрослом международном уровне добился в 1988 году, когда попал в основной состав шведской национальной сборной и благодаря череде удачных выступлений удостоился права защищать честь страны на летних Олимпийских играх в Сеуле — в зачёте двухместных байдарок на дистанции 1000 метров в паре с Андерсом Ульсеном сумел дойти до финальной стадии турнира, но в решающем заезде финишировал лишь седьмым.
В 1990 году Ульссон побывал на чемпионате мира в польской Познани, откуда привёз награду бронзового достоинства, выигранную на десятикилометровой дистанции в четвёрках. Будучи одним из лидеров шведской гребной команды, благополучно прошёл квалификацию на Олимпийские игры 1992 года в Барселоне — в программе байдарок-четвёрок на тысяче метрах вновь дошёл до финала и вновь показал на финише седьмой результат.
После двух Олимпиад Ханс Ульссон ещё в течение нескольких лет оставался в основном составе национальной сборной Швеции и продолжал принимать участие в крупнейших международных регатах. Так, в 1991 году он выступил на мировом первенстве в Париже, где в четвёрках на тысяче метрах стал бронзовым призёром — в финале его экипаж обошли команды Германии и Австралии. Вскоре по окончании этих соревнований принял решение завершить карьеру профессионального спортсмена, уступив место в сборной молодым шведским гребцам.